# Mediespelare
En mediespelare, även mediaspelare, är en mjukvara eller hårdvara avsedd för att spela upp filer som innehåller ljud/musik, video/film eller bilder.

## Mjukvara
Lista över några mediespelare.
| Mjukvarubaserade mediespelare | Mjukvarubaserade mediespelare | Mjukvarubaserade mediespelare | Mjukvarubaserade mediespelare                                 | Mjukvarubaserade mediespelare |
| Namn                          | Ljud                          | Video                         | Operativsystem                                                | Licens                        |
| ----------------------------- | ----------------------------- | ----------------------------- | ------------------------------------------------------------- | ----------------------------- |
| 1by1                          | Ja                            | Nej                           | Windows                                                       | egen                          |
| AIMP                          | Ja                            | Nej                           | Windows                                                       | egen                          |
| AlbumPlayer                   | Ja                            | Nej                           | Windows                                                       | egen                          |
| ALLPlayer                     | Ja                            | Ja                            | Windows                                                       | egen                          |
| Amarok                        | Ja                            | Nej                           | Linux/UNIX (KDE), Windows (testas, QT/KDE-beroende)           | GPL                           |
| aTunes                        | Ja                            | Nej                           | Windows, Linux, Solaris                                       | GPL                           |
| Bearshare                     | Ja                            | Nej                           | Windows                                                       | egen                          |
| broadPlayer                   | Ja                            | Ja                            | Webbaserad - fungerar med moderna webbläsare                  | egen                          |
| BS.Player                     | Ja                            | Ja                            | Windows                                                       | egen                          |
| Chroma                        | Nej                           | Ja                            | Mac                                                           | egen                          |
| cmus                          | Ja                            | Nej                           | POSIX-kompatibel                                              | GPL                           |
| FLV-Media Player              | Ja                            | Ja                            | Windows                                                       | Proprietär (Freeware)         |
| Foobar2000                    | Ja                            | Nej                           | Windows                                                       | egen                          |
| GOM player                    | Ja                            | Ja                            | Windows                                                       | egen                          |
| Kantaris                      | Ja                            | Ja                            | Windows                                                       | GPL / LGPL                    |
| KMPlayer                      | Ja                            | Ja                            | Linux, Mac, Windows                                           | GPL                           |
| Imesh                         | Ja                            | Ja                            | Mac, Windows                                                  | egen                          |
| Itunes                        | Ja                            | Ja                            | Mac, Windows                                                  | egen                          |
| J. River Media Center         | Ja                            | Ja                            | Windows                                                       | egen                          |
| MediaMonkey                   | Ja                            | Nej                           | Windows                                                       | egen                          |
| Media Player Classic          | Ja                            | Ja                            | Windows                                                       | GPL                           |
| MPlayer                       | Ja                            | Ja                            | POSIX-kompatibel, Mac OS X, Windows, AmigaOS, MorphOS         | GPL                           |
| MusicMatch Jukebox            | Ja                            | Nej                           | Windows                                                       | egen                          |
| Napster                       | Ja                            | Nej                           | Windows                                                       | egen                          |
| Narrowstep Player             | Ja                            | Ja                            | All                                                           | egen                          |
| Oregan Media Browser          | Ja                            | Ja                            | All                                                           | egen                          |
| PowerDVD                      | Nej                           | Ja                            | Windows                                                       | egen (CyberLink)              |
| QuickTime                     | Ja                            | Ja                            | Mac OS, Windows                                               | egen (Apple)                  |
| QuuxPlayer                    | Ja                            | Nej                           | Windows                                                       | egen                          |
| RealPlayer                    | Ja                            | Ja                            | Linux, Windows, Mac OS X, Windows Mobile, Palm OS, Symbian OS | egen                          |
| Ruckus Player                 | Ja                            | Ja                            | Windows                                                       | egen                          |
| Snow Player                   | Ja                            | Ja                            | Windows                                                       | egen                          |
| SongBird                      | Ja                            | Ja                            | Windows, Mac, Linux                                           | egen                          |
| Spider Player                 | Ja                            | Nej                           | Windows                                                       | egen                          |
| The KMPlayer                  | Ja                            | Ja                            | Windows                                                       | egen                          |
| ViewOn.tv Media Player        | Ja                            | Ja                            | Windows                                                       | egen                          |
| VLC Media Player              | Ja                            | Ja                            | Linux/Unix, Windows, Mac OS X, BeOS, BSD                      | GPL                           |
| Winamp                        | Ja                            | Ja                            | Windows[1]                                                    | egen                          |
| Windows Media Player          | Ja                            | Ja                            | Windows, Mac OS X, Windows Mobile                             | egen                          |
| WinDVD                        | Nej                           | Ja                            | Windows                                                       | egen (InterVideo)             |
| XBMC (XBox Media Center)      | Ja                            | Ja                            | Spelkonsolen Xbox, Windows (delvis portad till Win32)         | GPL / LGPL                    |
| xine                          | Ja                            | Ja                            | Linux, FreeBSD, Solaris, IRIX, Mac OS X                       | GPL                           |
| XMMS                          | Ja                            | Nej                           | POSIX-kompatibel                                              | GPL                           |
| Yahoo! Music Jukebox          | Ja                            | Nej                           | Windows                                                       | egen                          |
| Zinf                          | Ja                            | Nej                           | Linux, Windows                                                | GPL                           |
| Zoom Player                   | Ja                            | Ja                            | Windows                                                       | egen                          |

En stor del av mediespelare använder bibliotek. Biblioteket är utformat för att hjälpa användaren att sortera sin musik efter genre, år, klassificering och annat. Några exempel på mediespelare som har mediebiliotek är Winamp, Windows Media Player, iTunes, RealPlayer, Amarok och ALLPlayer.

## Hårdvaruspelare

### Stationära
- Apple TV
- Pinnacle Showcenter
- Terratec Noxon
- Roku SoundBridge
- Philips Streamium
- Slim Devices Transporter & SqueezBox
- Popcorn hour

### Portabla

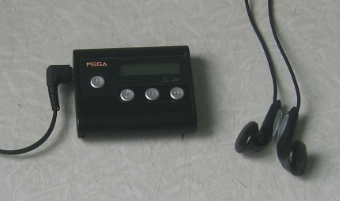
MSI MEGA PLAYER 538 Lite (MS-5538) MP3-spelare

- Apple Ipod
- Creative Zen, MuVo
- iAudio
- iriver
- Samsung
- Sandisk Sansa
- Sony